# День ветеринарии в Иране
День ветеринарии (перс.  روز دامپزشکی‎) — иранский праздник, ежегодно отмечающийся 6 октября (14 мехра по иранскому календарю).

## История
В 1990 году доктор Хасан Тадж Салех предложил отмечать день ветеринарии 6 октября в честь древнеиранского праздника Гуш-руз (перс.  گوش روز‎), который также отмечался в этот день. Данное предложение было одобрено иранским Междлисом.
В древнем Иране каждый 14 день месяца был днём поклонения богу Гававодате (перс. گائوش‎), который считался покровителем домашнего скота и диких животных.
Ветеринария в Иране была известна ещё с периода правления эпохи Сасанидов (224—651). В то время домашний скот лечили специальными препаратами из целебных трав, даже известны случаи хирургических операций

## Гававодата
Гававодата — название быка в зороастрийской мифологии, который был одним из шести воплощений главного бога Ахура Мазды. Считался покровителем всей животных.
Изначально животное было убито, но его тело снова ожило уже в божественном перерождении, а душа убитого быка переродилась в другом быке. В среднеперсидских зороастрийских текстах тема Гававодаты раскрывается полностью, хотя в Авесте он только упоминается. В среднеперсидских текстах Гававодата появляется под именем «Гав-и эвдад»
Роль Гававодаты в мифе о сотворении мира заключается в следующем: в течение первых трёх тысяч лет от начала мира Ахура Мазда создал Гавовадату как одно из четырёх, пяти или шести (по разным данным) своих воплощений. В начале второго трёхтысячелетнего периода Ахриман атаковал мир, и Ахура Мазда поместил свои воплощения в небесные сферы звезд, Луны и Солнца. Ахриман напал на него, и Ахура Мазда накормил раненого Гававодату специальным лекарством, чтобы уменьшить его страдания. Однако Гававодата всё равно очень ослаб, а через некоторое время умер.
Ахура Мазда отнёс останки Гававодаты в безопасное место под охрану Луны, и вскоре они очистились и стали парами животных многих видов. Из некоторых органов быка появились новые вида зерна и лекарственных растений, например, чечевица из печени и синапис из легких.